# Фонд развития африканских женщин
Фонд развития африканских женщин (англ. The African Women's Development Fund, AWDF) — неправительственная организация в Гане.
Фонд основан в 2001 году и занимается правозащитой в области прав женщин.

## История
Фонд был основан в 2001 году  Биси Аделье-Файеми, Джоаной Фостер и Хильдой М. Тардиа и входит в Международную сеть женских фондов, головную организацию феминистских фондов, занимающихся поддержкой прав женщин. Фонд поддерживает работу организаций по защите прав женщин в Африке.  В период с 2001 по 2016 год фонд распределил 26 миллионов долларов США среди организаций по защите прав женщин.

## Деятельность
Эллен Джонсон-Серлиф, президент Либерии и лауреат Нобелевской премии мира 2011 года, прочитала лекцию по случаю десятой годовщины фонда на торжествах в Аккре, Гана, в ноябре 2010 года. По этому случаю Серлиф сказала: «Сердечно поздравляю вас с десятым годом деятельности! Вы добились своих целей; вы преодолели глобальный экономический кризис; вы продемонстрировали стойкость и решимость добиться успеха в своем благородном деле способствовать лидерству и расширению прав и возможностей африканских женщин».
Фонд участвовал в Африканском феминистском форуме (African Feminists Forum) в Аккре в 2016 году.

## Внешние ссылки
- Официальный веб-сайт